# Pontolis
Pontolis (лат.) — род вымерших морских млекопитающих из семейства моржовых, существовавший на востоке Тихого океана с конца миоцена по конец плиоцена (11,6—2,59 млн лет назад). Ископаемые остатки найдены в Орегоне и Калифорнии (США).

## Описание
Длина черепа составляла 60 см. Они были на треть больше, чем современный морж, достигали до 5 м длины тела и весили 1—4 т. Эти огромные ластоногие имели простое строение зубов (без бивней, как у современного моржа), массивный череп, довольно большие клыки и более вогнутое и вытянутое небо, чем более древние моржи из среднего миоцена.

## Классификация
По данным сайта Paleobiology Database, на ноябрь 2021 года в род включают 3 вымерших вида:
- Pontolis barroni Biewer, Velez-Juarbe & Parham, 2020
- Pontolis kohnoi Biewer, Velez-Juarbe & Parham, 2020
- Pontolis magnus (True, 1905)